# Rollenzellenpumpe
Die Rollenzellenpumpe ist eine spezielle Bauform der Verdrängerpumpe. Der Aufbau ist ähnlich einer Flügelzellenpumpe, jedoch tritt bei Rollenzellenpumpen an der Dichtfläche des Stators rollende Reibung anstatt gleitender Reibung auf.

## Aufbau und Funktion
Rollenzellenpumpen arbeiten mit einem exzentrisch laufenden Rotor, der jedoch im Vergleich zu dem einer Flügelzellenpumpe deutlich größer im Verhältnis zum umgebenden Stator ausgeführt werden muss. Der Rotor hat breite radiale Schlitze zur Führung der frei laufenden Rollen. In der Wand des Stators sind Einlass- und Auslassschlitze vorhanden. Wird die Pumpenwelle angetrieben, nimmt der Rotor die Rollen in den Schlitzen mit. Wegen der Fliehkraft legen sich die  Rollen an die Statorwand. Dadurch bilden sich zwischen zwei benachbarten Rollen, Rotor und Stator Arbeitsräume. Da der Läufer exzentrisch gelagert ist, vergrößert sich das Volumen der Arbeitsräume auf der Seite mit der Einlassöffnung, während es sich auf der Seite mit der Auslassöffnung verkleinert. Dadurch fördert die Pumpe. Rollenzellenpumpen sind im Allgemeinen elektrisch angetrieben. Bei Kraftstoffpumpen läuft der Anker des Motors „nass“, sodass er vom durchströmenden Benzin gut gekühlt wird und es an der Pumpe nur ruhende Dichtungen gibt. 

## Verwendung
Typischerweise werden derartige Pumpen als Kraftstoffpumpen für Saugrohreinspritzanlagen verwendet. Da die Rollen auf der Statorwand vor allem rollende Reibung verursachen, ist der Verschleiß gering. Diese Form der Verdrängerpumpe erzeugt Drücke bis zu 6 bar.